# Гуларт, Рикардо
Рика́рдо Гула́рт Пере́йра (порт.-браз. Ricardo Goulart Pereira; 5 июня 1991, Сан-Жозе-дус-Кампус, штат Сан-Паулу) — бразильский и китайский футболист, игравший на позиции полузащитника и нападающего. Младший брат Жуниньо.

## Клубная карьера
Воспитанник футбольного клуба «Санту-Андре», Рикардо Гуларт в 2011 году играл в аренде в «Интернасьонале», где хорошо проявил себя в чемпионате штата Риу-Гранди-ду-Сул 2011, забив четыре гола в семи матчах. Также Рикардо сыграл за «Интер» в 10 матчах чемпионата Бразилии в том же году, отметившись голом в ворота «Фигейренсе».
В 2012 году, после того как права на игрока приобрела компания Banco BMG, Рикардо перешёл в футбольный клуб «Гояс». Игрок помог «эсмеральдино» стать чемпионом штата Гояс в первой половине года, а также внёс большой вклад в победу в Серии B. Всего в сезоне он забил 25 голов, став лучшим бомбардиром команды в 2012 году.
Игра Рикардо привлекла внимание ведущих бразильских клубов, таких как «Крузейро» и «Сан-Паулу», а также «Атлетико Минейро». Тренер Кука сказал, что, на его взгляд, Рикардо был лучшим игроком Серии B 2012.
4 января 2013 года президент «Крузейро» Жилван де Пиньо Таварес объявил о подписании контракта с Рикардо Гулартом.
Свой первый гол в составе новой команды Рикардо забил в матче чемпионата штата Минас-Жерайс против «Калденсе», завершившемся победой «синих» 2:1.
Будучи игроком стартового состава в первых двух матчах Лиги Минейро, Рикардо затем проиграл место в составе Диего Соузе. С началом переговоров о переходе Соузы в один из украинских клубов, Рикардо вскоре снова стал основным игроком команды, создав результативную связку с Эвертоном Рибейро, которая впоследствии помогла «Крузейро» стать чемпионом Бразилии за четыре тура до конца турнира.
В 2014 году Рикардо стал автором первого гола «Крузейро» в сезоне. Случилось это в матче чемпионата штата Минас-Жерайс 2014 против УРТ. В Кубке Либертадорес 2014 вместе с Бруно Родриго Рикардо стал лучшим бомбардиром команды с четырьмя голами.

## Достижения
Интернасьонал
- Лига Гаушу: 2011
- Рекопа Южной Америки: 2011

 Гояс
- Лига Гояно: 2012
- Серия B: 2012

 Крузейро
- Серия A: 2013, 2014
- Лига Минейро: 2014

 «Гуанчжоу Эвергранд»
- Чемпион Китая (3): 2015, 2016, 2017
- Обладатель Кубка Китая (1): 2016
- Обладатель Суперкубка Китая (3): 2016, 2017, 2018
- Победитель Лиги чемпионов АФК: 2015

## Статистика
| Клуб                   | Сезон            | Лига | Лига | Кубок | Кубок | Континент. | Континент. | Штат | Штат | Всего | Всего |
| Клуб                   | Сезон            | Игры | Голы | Игры  | Голы  | Игры       | Голы       | Игры | Голы | Игры  | Голы  |
| ---------------------- | ---------------- | ---- | ---- | ----- | ----- | ---------- | ---------- | ---- | ---- | ----- | ----- |
| Санту-Андре            | 2009             | 14   | 1    | 0     | 0     | -          | -          | 12   | 4    | 26    | 5     |
| Санту-Андре            | 2010             | 0    | 0    | 0     | 0     | -          | -          | 8    | 1    | 8     | 1     |
| Санту-Андре            | Всего            | 14   | 1    | 0     | 0     | 0          | 0          | 20   | 5    | 34    | 6     |
| Интернасьонал (аренда) | 2011             | 10   | 1    | -     | -     | 1          | 0          | 7    | 4    | 18    | 5     |
| Интернасьонал (аренда) | Всего            | 10   | 1    | 0     | 0     | 1          | 0          | 7    | 4    | 18    | 5     |
| Гояс                   | 2012             | 34   | 12   | 8     | 4     | -          | -          | 21   | 9    | 63    | 25    |
| Гояс                   | Всего            | 34   | 12   | 8     | 4     | 0          | 0          | 21   | 9    | 63    | 25    |
| Крузейро               | 2013             | 33   | 10   | 6     | 1     | -          | -          | 10   | 3    | 49    | 14    |
| Крузейро               | 2014             | 10   | 8    | 0     | 0     | 9          | 4          | 10   | 1    | 29    | 13    |
| Крузейро               | Всего            | 43   | 18   | 6     | 1     | 9          | 4          | 20   | 4    | 78    | 27    |
| Всего за карьеру       | Всего за карьеру | 101  | 32   | 14    | 5     | 10         | 4          | 68   | 22   | 193   | 63    |